# Roderick Blakney
Roderick Bertrand Blakney (ur. 6 sierpnia 1976 w Hartsville, Karolina Południowa) – amerykański koszykarz, grający na pozycji rozgrywającego, posiadający także bułgarskie obywatelstwo.
W 1994 został wybrany najlepszym zawodnikiem szkół średnich stanu Karolina Południowa.

## Osiągnięcia
Na podstawie, o ile nie zaznaczono inaczej.
NCAA
- Uczestnik turnieju NCAA (1996, 1998)
- Mistrz:
  - turnieju konferencji Mid-Eastern Athletic (MEAC – 1996, 1998)
  - sezonu regularnego MEAC (1996)
- Koszykarz roku MEAC (1997)[5]
- MVP turnieju MEAC (1998)
- Lider MEAC w[6]:
  - średniej punktów (23,4 – 1997)
  - liczbie:
    - punktów (655 – 1997, 621 – 1998)
    - celnych rzutów:
      - wolnych (162 – 1997, 171 – 1998)
      - z gry (216 – 1997)

    - oddanych rzutów:
      - wolnych (216 – 1997)
      - za 2 punkty (341 – 1997)
      - z gry (502 – 1997, 458 – 1998)

Drużynowe
- Mistrz Dominikany (1999)
- Wicemistrz:
  - Ligi FIBA Europa (2004)
  - Grecji (2003, 2004, 2008)
- Zdobywca pucharu prezydenta Turcji (2009)
- Finalista pucharu Grecji (2006, 2008)

Indywidualne
- MVP ligi Dominikany (1999)
- Obrońca roku IBA (1999)
- Debiutant roku IBA (1999)
- Zaliczony do:
  - I składu:
    - ligi greckiej (2004, 2006)
    - IBL (2001)

  - składu IBA Honorable Mention (1999)
- Uczestnik meczu gwiazd:
  - Eurochallenge (2004)
  - ligi greckiej (2004)
- Lider:
  - ligi greckiej w asystach (2002)
  - w przechwytach:
    - IBA (1999)
    - IBL (2001)

Reprezentacja
- Uczestnik eliminacji do Eurobasketu (2007)